# Stazione di Digione-Ville
La stazione di Digione-Ville  è la principale stazione ferroviaria a servizio di Digione e della sua agglomerazione, situata nel dipartimento della Côte-d'Or, regione Borgogna-Franca Contea.
È servita da TGV e dal TER.
La sua apertura all'esercizio avvenne nel 1849.